# Трибунатні коміції
Трибунатні коміції (лат. comitia tributa) — один з видів народних зборів (коміцій) у Стародавньому Римі. Їх головною особливістю було те, що на них громадяни (квірити) групувалися за трибами. Постанови трибунатних коміцій називалися лат. populiscita.
Трибунатні коміції виникли на основі консиліумів плебеїв (Concilium  plebis). Спочатку тільки плебеї брали участь на зборах де громадяни групувалися за трибами. Після того, як патріції також стали брати участь у таких зборах, вони перетворилися на коміції. Право скликати та головувати на трибунатних коміціях мали вищі магістрати — консули та претори, які обиралися на центуріатних коміціях.
Трибунатні коміції вважалися молодшими коміціями. На них обирали молодших магістратів та членів спеціальних коміцій. А саме: курульних едилів, квесторів, триумвірів з кримінальних справ, триумвірів-монетаріїв, кураторів шляхів, децимвірів по вирішенню тяжб, ерарних трибунів, керівників міських та сільських округ, префектів продовольства, морських дуумвірів, квінквевірів з відновлення мурів та веж, триумвіри з виведення колоній. Після Закону Доміція від 104 р. до н. е., на трибунатних коміціях стали обирати членів колегій жерців.
Трибунатні коміції мали судову владу, але вона була значно меншою ніж у центуріатних коміціях. На приклад, якщо останні мали право засуджувати до страти, то трибунатні коміції могли лише засуджувати до сплати штрафу. Зазвичай ці коміції розглядали такі справи: погане поводження магістрату при виконанні обов'язків, нехтування обов'язками, невдале ведення війни, розкрадання державних грошей і безліч проступків приватних осіб, таких, як порушення громадського спокою, лихварство, перелюбство, тощо. Також ці трибунатні коміції розглядали апеляції громадян до штрафів які накладали магістрати. На цих справах обвинувачами виступали трибуни та еділи. Окрім консулів та преторів, на судових справах могли головувати курульні еділи.